# جوترول دوشن

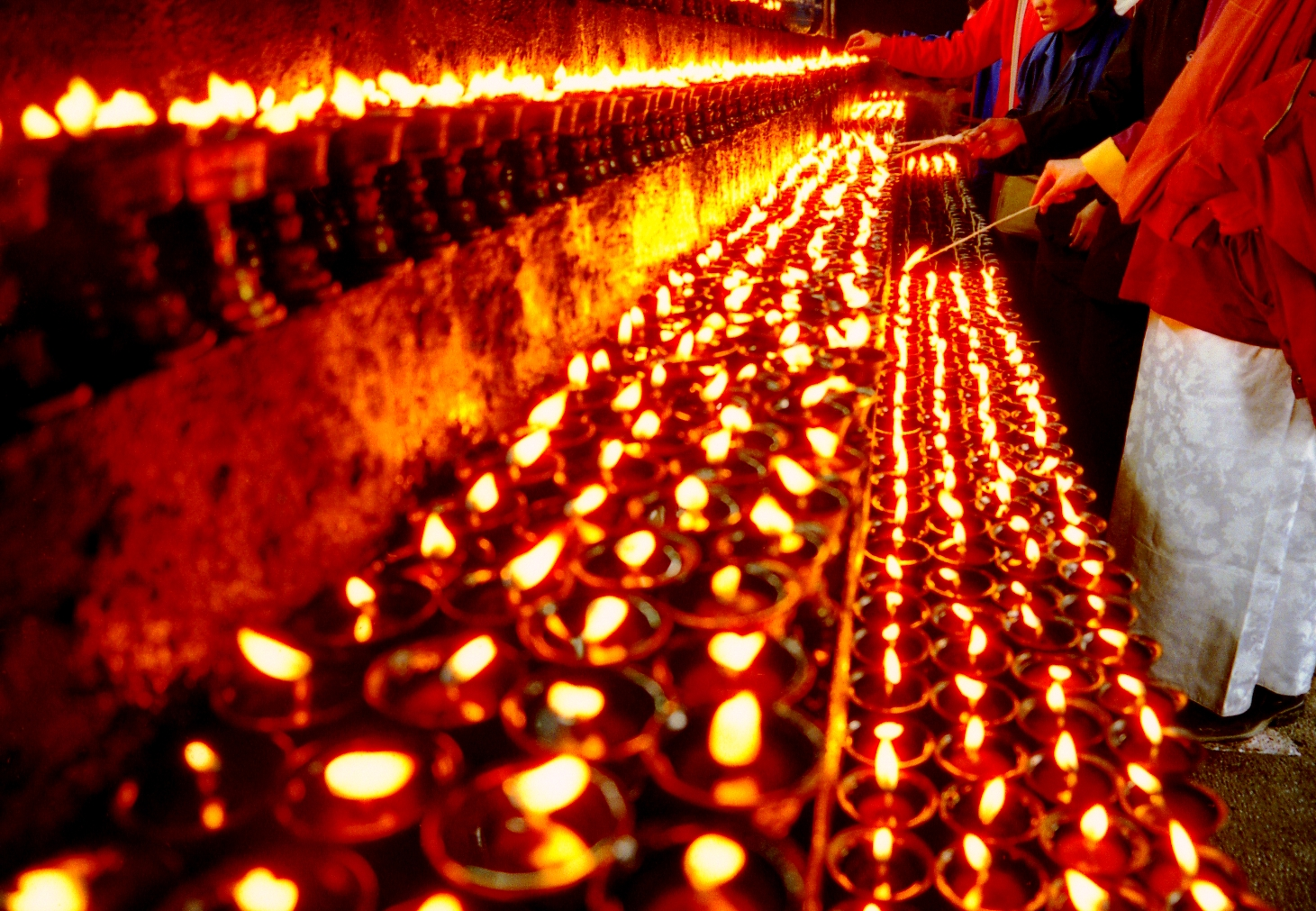

أحد المهرجانات البوذية الأربعة التي تخلد أربعة أحداث في حياة البوذا  يعني جوترول دوشن «يوم عظيم من مظاهر المعجزة» ، هو أحد الأيام المقدسة العظيمة التي لاحظها البوذيون التبتيون ، والتي تحدث دائمًا في اليوم الخامس عشر من الشهر القمري الأول في التقويم التبتي. خلال هذا الوقت ، يعتقد أن آثار كل من الإجراءات الإيجابية والسلبية تتضاعف عشرة ملايين مرة. 